# Amerikanischer Schwarzbär
Der Amerikanische Schwarzbär (Ursus americanus), auch Baribal genannt, ist eine in Nordamerika lebende Raubtierart aus der Familie der Bären (Ursidae). In seiner Heimat wird er meistens als black bear oder Ours noir bezeichnet. Im Vergleich zum eher gefürchteten Grizzlybären gilt der Schwarzbär als weniger gefährlich.

## Merkmale
Amerikanische Schwarzbären haben den typischen Körperbau der Bären. Der Rumpf ist massiv, die Gliedmaßen kräftig. Die Pfoten haben je fünf starke Krallen, welche die Bären zum Reißen, Graben und Klettern einsetzen. Der Schwanz ist wie bei allen Bären nur ein kurzer Stummel. Der große Kopf ist durch die eher lange, unbehaarte Schnauze, die kleinen Augen und die runden, aufgerichteten Ohren charakterisiert.
Mit einer Kopf-Rumpf-Länge von 1,5 bis 1,8 Metern, einer Schulterhöhe von bis zu 91 Zentimetern und einem Gewicht von durchschnittlich etwa 100 Kilogramm ist der Schwarzbär deutlich kleiner und leichter als der Grizzly. Allerdings besteht zwischen den Geschlechtern ein deutlicher Gewichtsunterschied: Während Weibchen zwischen 40 und 230 Kilogramm (Durchschnitt: 80 kg) wiegen, sind Männchen mit 50 bis 400 Kilogramm (Durchschnitt: 120 kg) deutlich schwerer.
Trotz ihres Namens sind nicht alle Amerikanischen Schwarzbären schwarz gefärbt. Es gibt auch silbergraue und rötlichbraune Varianten, und manche Baribals haben eine mit Grizzlys nahezu identische Fellfarbe. Die Färbung des Fells hängt mit dem Lebensraum zusammen: Während Tiere, die in dichten Wäldern mit kühlerem Klima (im Norden und Osten des Verbreitungsgebietes) leben, eher schwarz sind, haben die Schwarzbären im südlichen und westlichen Teil des Verbreitungsgebietes, die in offenem, trockenerem Terrain wohnen, eine eher bräunliche Färbung. So werden in den Neuenglandstaaten, New York, Tennessee und Michigan ausschließlich schwarzfellige Bären angetroffen. In den Küstenregionen des Staates Washington weisen 99 Prozent der Bären ein schwarzes Fell auf, während im Landesinneren von Washington 21 Prozent der Schwarzbärenpopulation ein braungetöntes Fell aufweisen. Im Yosemite National Park wiesen dagegen nach einer Studie nur 9 Prozent ein schwarzes Fell auf, 91 Prozent der Population weisen braune oder gar blonde Fellschattierungen auf. Eine Besonderheit sind die Kermodebären, die an der kanadischen Westküste leben und durch ihr weißliches Fell charakterisiert sind. Es handelt sich dabei aber nicht um Albinos. Die Farbe des Fells variiert außerdem im Jahresverlauf. Nach dem Abwurf des Winterfells ist das neue Deckhaar dunkler. Kurz vor dem Wechsel des Sommerpelzes in den des Winters ist die Farbe dagegen heller und vor allem bei braunen und hellen Exemplaren fast verblichen.
Kennzeichen, die den Amerikanischen Schwarzbären vom Braunbären unterscheiden, sind neben der geringeren Größe der fehlende muskulöse Nackenbuckel, die flachere Stirn, die kürzeren Krallen der Vorderpfoten und die kürzeren Hinterbeine. Bei Schwarzbären ist außerdem die Region von der Nase bis zur Schnauze ausgeprägter heller gefärbt, als es bei Grizzlys der Fall ist.

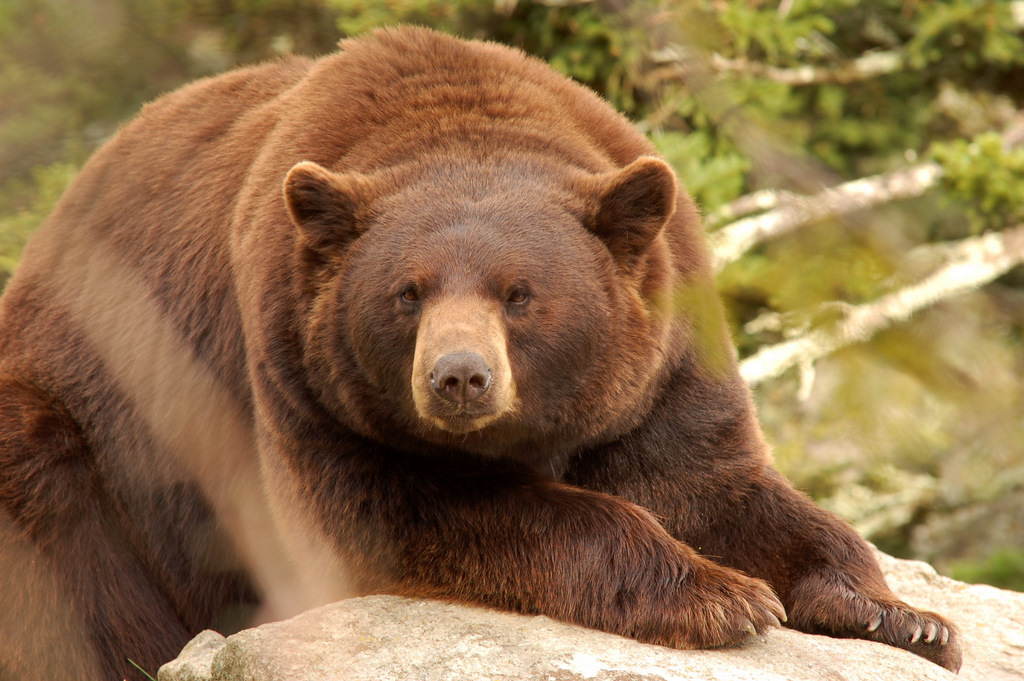
Zimtfarbene Morphe
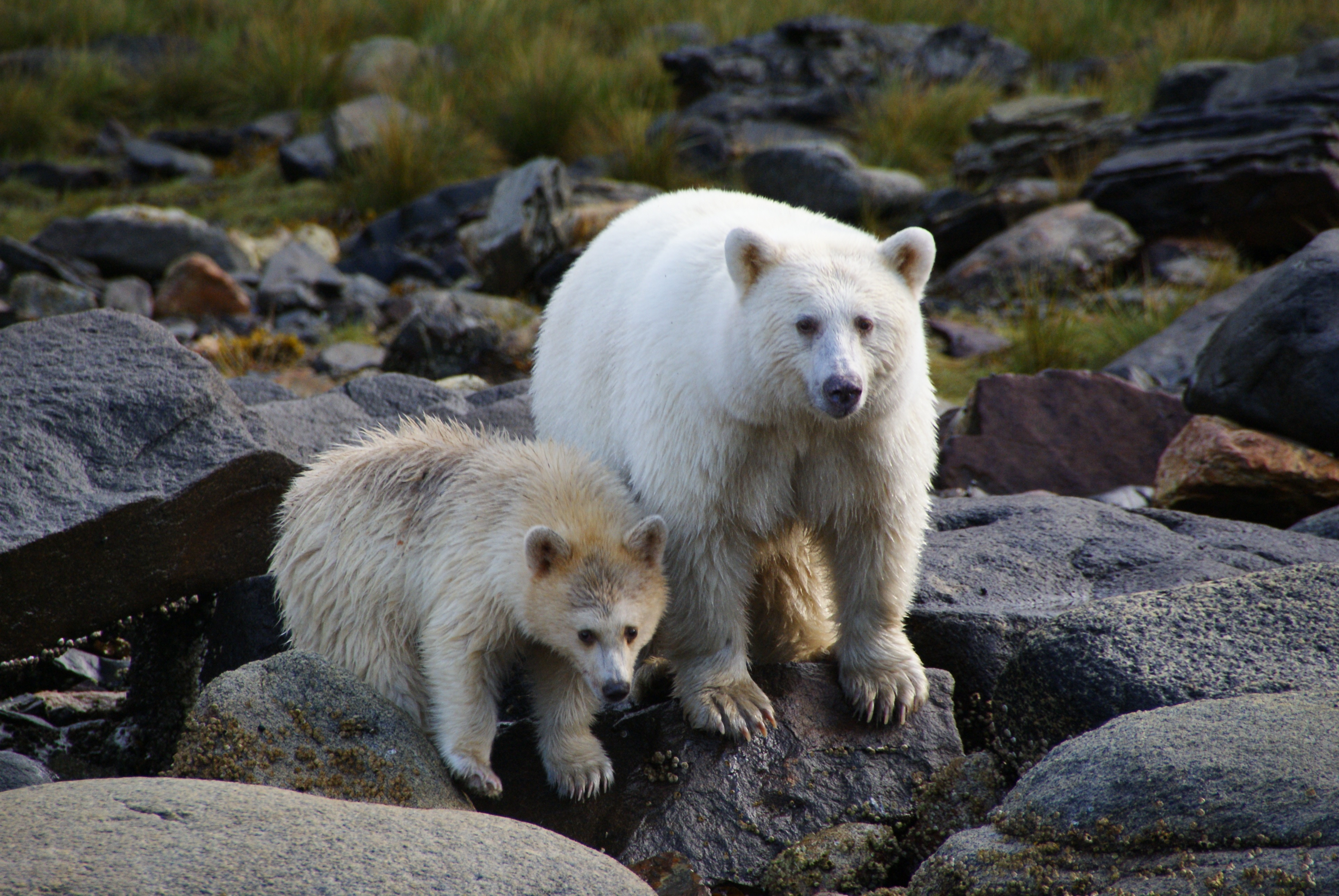
Cremefarbene Morphe „Geisterbär“

## Verbreitung und Lebensraum

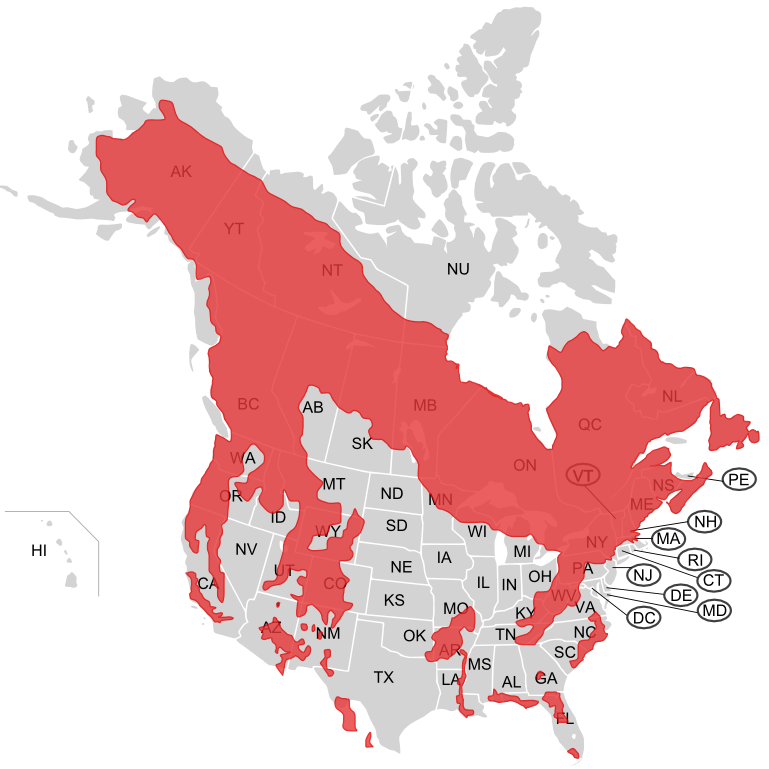
Verbreitungsgebiet des Amerikanischen Schwarzbären

Das Verbreitungsgebiet der Amerikanischen Schwarzbären umfasst große Teile Nordamerikas. Sie leben in nahezu ganz Alaska und Kanada mit Ausnahme des äußersten Nordens, im Kerngebiet der Vereinigten Staaten (den 48 zusammenhängenden Staaten) sind sie ebenfalls weit verbreitet und fehlten ursprünglich nur im südwestlichen, trockenen Landesteil. In Mexiko kommen sie vor allem im Bereich der Gebirgszüge Sierra Madre Oriental und Sierra Madre Occidental vor.
Durch die Besiedlung des Kontinents durch die Europäer hat sich ihr Verbreitungsgebiet etwas geändert. Einerseits ist ihre Anzahl im dichtbesiedelten östlichen und südlichen Teil der Vereinigten Staaten deutlich zurückgegangen, dort gibt es oft nur noch Reliktpopulationen. Andererseits haben sie durch die großflächige Ausrottung des Grizzlybären, die dem Baribal überlegene Nahrungskonkurrenten und auch Fressfeinde waren, einen Vorteil errungen und sind in neue Lebensräume eingewandert. Heute sind sie in allen Provinzen Kanadas, in 39 US-amerikanischen Bundesstaaten und in Mexiko verbreitet. Die American Bear Association schätzt ihre heutige Population allein in den Vereinigten Staaten auf 286.600 bis 328.000 und im gesamten Nordamerika auf über 600.000 Tiere.
Schwarzbären bewohnen eine Reihe von Habitaten, benötigen aber dabei ausreichendes Nahrungsangebot und Vegetation als Sichtschutz. Sie leben vorrangig in Wäldern mit einem sehr dichten Unterwuchs, bewohnen aber manchmal offenes Gelände wie Grasländer und Tundren, besonders dort, wo es keine Grizzlybären (mehr) gibt.

## Lebensweise

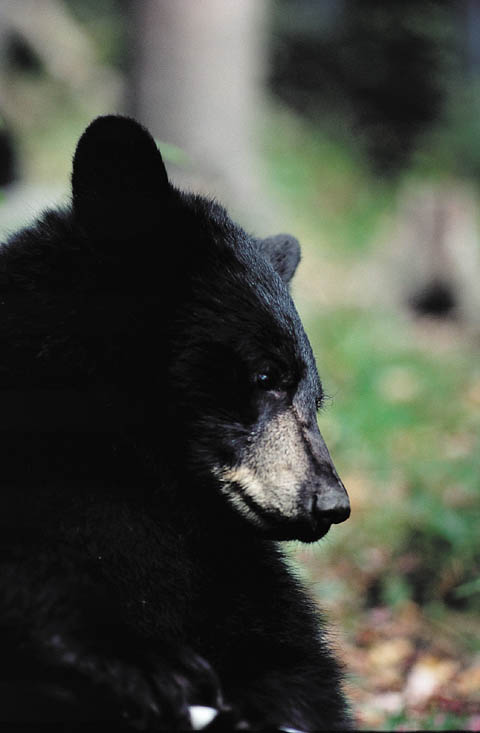
Kopfansicht eines Amerikanischen Schwarzbären

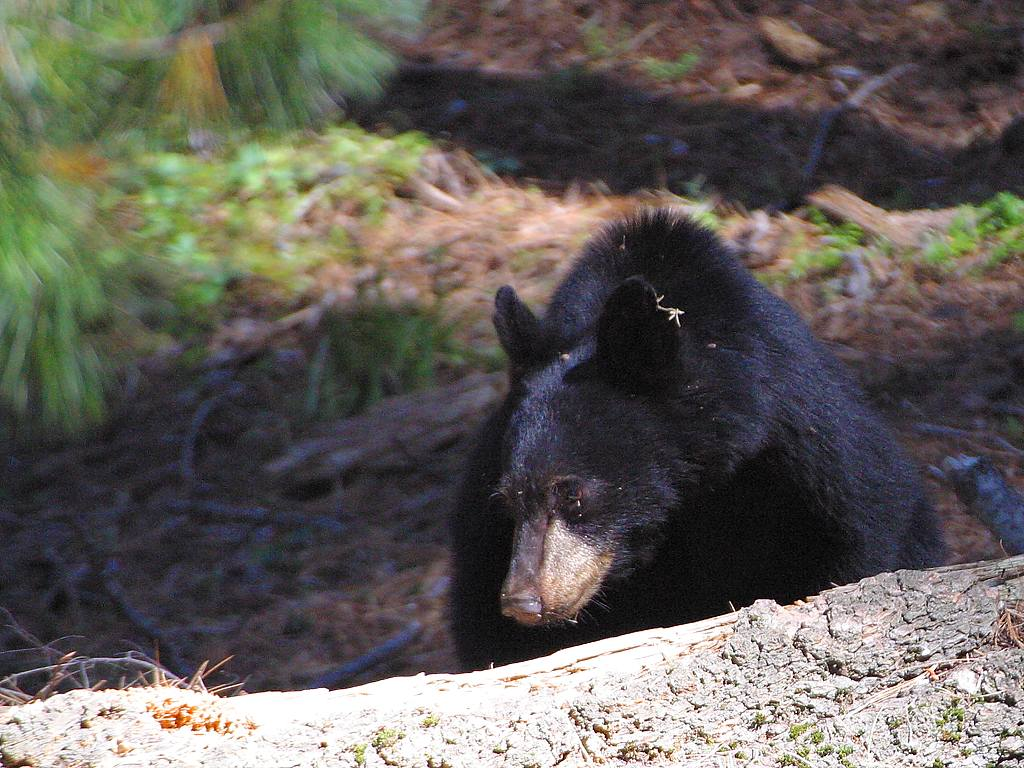
Schwarzbär im Sequoia-Nationalpark

### Fortbewegung
Die übliche Fortbewegung der Schwarzbären ist ein gemächlicher Passgang, wobei sie stets die ganze Fußsohle aufsetzen; sie sind wie alle Bären Sohlengänger. Im Bedarfsfall können sie sehr schnell laufen. Manchmal richten sie sich auf die Hinterbeine auf, vor allem um eine bessere Übersicht zu erlangen. Bei Gefahr klettern sie auf Bäume, außerdem können sie gut schwimmen.

### Aktivitätszeiten
Amerikanische Schwarzbären sind in freier Wildbahn vorwiegend dämmerungsaktiv. Die Aktivitätszeiten sind jedoch saisonal unterschiedlich, in Zeiten erhöhten Nahrungsbedarfes gehen sie auch tagsüber auf Nahrungssuche. 
Die Interaktion mit Menschen kann ihren Rhythmus ändern. Bei Fütterungen sind sie oft tagaktiv, bei Möglichkeiten, an Mülltonnen oder Vorratslager zu gelangen, sind sie oft in der Nacht unterwegs.
Wie andere Bären halten sie während der kalten Monate eine Winterruhe in einem selbstgegrabenen Bau, in einer Höhle oder manchmal in einer Erdgrube. Ihre Atemfrequenz und ihr Herzschlag gehen deutlich zurück, dafür sinkt ihre Körpertemperatur nur um etwa 4 bis 7 °C. Außerdem sind sie relativ leicht aufzuwecken, darum spricht man nicht von einem echten Winterschlaf. Zeitpunkt und Dauer der Winterruhe hängen vom Lebensraum ab, in kalten Regionen kann sie von September bis Mai dauern. Während der Ruhezeit nehmen sie keine Nahrung und Flüssigkeit zu sich, sie urinieren und defäkieren auch nicht. Während dieser Zeit verlieren sie rund 23 bis 30 % ihres Körpergewichts. Bei säugenden Weibchen ist dieser Prozentsatz noch etwas höher. War im Herbst ein ausreichendes Nahrungsangebot vorhanden, verfügen sie nach der Überwinterung noch über ausreichend Körperfett. Der Gewichtsverlust hält in der Regel bis zur Beerenreife im Sommer oder Herbst an. In der Regel finden sie in ihrem Lebensraum wieder so energiereiche Nahrung, dass sie Fettreserven für die Überwinterung bilden.

### Sozial- und Territorialverhalten
Wie alle Bären leben Amerikanische Schwarzbären einzelgängerisch. In Gebieten mit reichem Nahrungsangebot kommen aber manchmal viele Tiere zusammen. Die Reviergröße hängt unter anderem vom Nahrungsangebot, vom Geschlecht und vom Lebensraum ab. Die Territorien von Weibchen sind generell kleiner. So sind die Reviere im US-amerikanischen Bundesstaat Washington nur 500 Hektar (Männchen) beziehungsweise 200 Hektar (Weibchen) groß, in anderen Teilen der Vereinigten Staaten 10.000 bis 20.000 beziehungsweise 2000 bis 4000 Hektar und im nördlichen Kanada bis zu 100.000 Hektar. Die Territorien können sich überlappen, besonders das eines Männchens mit denen von mehreren Weibchen, trotzdem gehen sich die Tiere außerhalb der Paarungszeit aus dem Weg. Schwarzbären unternehmen in unberührten Gegenden oft ausgedehnte Wanderungen.

### Nahrung
Wie die meisten Bären sind Amerikanische Schwarzbären Allesfresser. Allerdings machen Pflanzen mehr als 75 Prozent ihrer Nahrung aus, darunter Früchte, Beeren, Nüsse, Gräser und Wurzeln. Obwohl Bären im Gegensatz zu anderen Carnivoren einen verlängerten Darm haben, können sie nährstoffarme Pflanzen nur schlecht voll verwerten. Amerikanische Schwarzbären fressen wie andere Bären daher überwiegend Pflanzen, die vollreif und leicht verdaulich sind. Im Frühjahr steht diese Nahrung allerdings noch nicht zur Verfügung. Sie fressen dann bevorzugt frisch aufgeschossene Pflanzen, die noch einen geringen Cellulosegehalt haben. Wenn Schwarzbären tierische Nahrung zu sich nehmen, dann besteht diese meistens aus Insekten wie Ameisen, Kurzkopfwespen, Bienen oder Termiten sowie Insektenlarven. Aas spielt häufig eine Rolle in der Ernährung der Schwarzbären. Sie fressen beispielsweise im Vorwinter verendete große Säugetiere wie Bergschafe, Ziegen oder Hirsche, deren Kadaver im Schnee überdauerten. Wegen ihres sehr ausgeprägten Geruchssinns sind sie in der Lage, neugeborene Huftiere aufzuspüren, obwohl diese nur einen geringen Körpergeruch haben. In manchen Regionen Nordamerikas fallen bis zu 50 Prozent der Hirsch- und 42 Prozent der Elchkälber Schwarzbären zum Opfer. Gefährdet sind diese Jungtiere vor allem in den ersten Lebenstagen. Danach sind sie zu schnell, um für die Schwarzbären eine leichte Beute darzustellen. Ausgewachsene große Huftiere werden in der Regel nur dann zur Beute von Schwarzbären, wenn sie krank oder verwundet sind. Kleine Säugetiere wie Erdhörnchen, Murmeltiere und andere Nagetiere sowie Vögel und Echsen ergänzen den Speiseplan. Zur Zeit des Lachszuges stellen auch Fische einen Teil des Nahrungsspektrums der Schwarzbären dar.

### Fortpflanzung
Die Paarungszeit fällt in der Regel in die Monate Juni bis Juli. Zu diesem Zweck finden sich die einzelgängerischen Tiere zu kurzlebigen Partnerschaften zusammen und vollziehen mehrfach die Begattung. Wie bei den anderen Bären kommt es bei Amerikanischen Schwarzbären zu einer verzögerten Einnistung (Nidation), das heißt die befruchtete Eizelle bleibt für einige Zeit frei im Uterus. Die Nidation erfolgt erst zu Beginn der Winterruhe, meist im November oder Dezember. So beträgt die Zeitdauer zwischen Paarung und Geburt rund 220 Tage, die eigentliche Tragzeit dauert aber nur 60 bis 70 Tage.
Während der Winterruhe, meist im Januar oder Februar, kommen ein bis fünf, meist aber zwei oder drei Jungtiere zur Welt. Neugeborene sind blind und wirken nackt, obwohl sie von einem dünnen Fell bedeckt sind. Sie wiegen nur rund 225 bis 330 Gramm und zählen, wie alle Bären, zu den höheren Säugetieren mit dem größten Gewichtsunterschied zwischen der Mutter und ihrem Wurf. Mit sechs bis acht Monaten werden sie entwöhnt, bleiben aber zumindest bis zum zweiten Frühling bei ihrer Mutter. Diese kann sich rund ein bis vier Jahre nach der Geburt erneut fortpflanzen.
Weibliche Tiere erreichen die Geschlechtsreife durchschnittlich mit rund vier bis fünf Jahren, männliche Tiere ein Jahr später. Sowohl der Zeitpunkt, zu dem die Geschlechtsreife erreicht wird, als auch Anzahl und Größe der Würfe sind stark vom Ernährungszustand beeinflusst. So zeigte sich in einer in Minnesota durchgeführten Studie, dass keine Schwarzbärin, die am 1. Oktober weniger als 80 Kilogramm wog, im folgenden Jahr Nachwuchs großzog. Von 30 Schwarzbärinnen, die dagegen über 150 Kilogramm wogen, brachten im Folgejahr 27 Bärinnen Junge zur Welt. Schwarzbärinnen, die ihre Nahrung überwiegend auf Müllhalden fanden und entsprechend sehr früh ein hohes Körpergewicht erreichten, wurden das erste Mal im Alter von 4,4 Jahren und damit 1,2 Jahre früher trächtig als solche Schwarzbärinnen, die überwiegend von natürlichem Futter lebten.

### Lebenserwartung
Amerikanische Schwarzbären können in Gefangenschaft ein Alter von etwa dreißig Jahren erreichen, in der Wildnis werden sie jedoch, vor allem wegen Bejagung, nur etwa zehn Jahre alt.

### Feinde
Neben dem Menschen ist der Grizzlybär der größte Feind des Amerikanischen Schwarzbären. Pumas, Kojoten, Wölfe und auch männliche Schwarzbären reißen gelegentlich Jungtiere. Junge Schwarzbären klettern im Falle einer drohenden Gefahr deswegen auf Bäume. Diese Fähigkeit beherrschen bereits Jungtiere, die erst wenige Wochen alt sind. Sie sind dabei in der Lage, sehr hoch zu klettern und sich auch auf sehr dünnen Ästen zu halten, die das Gewicht eines ausgewachsenen Schwarzbären nicht mehr tragen können. Dieses Verhalten zeigen sie bis zu einem Alter von einem Jahr. Ältere Bären klettern dagegen verhältnismäßig selten auf Bäume. Dieses Verhalten zeigen sie vor allem, wenn sie von einer Meute Jagdhunde gestellt werden.

## Amerikanische Schwarzbären und Menschen

### Jagd auf Amerikanische Schwarzbären

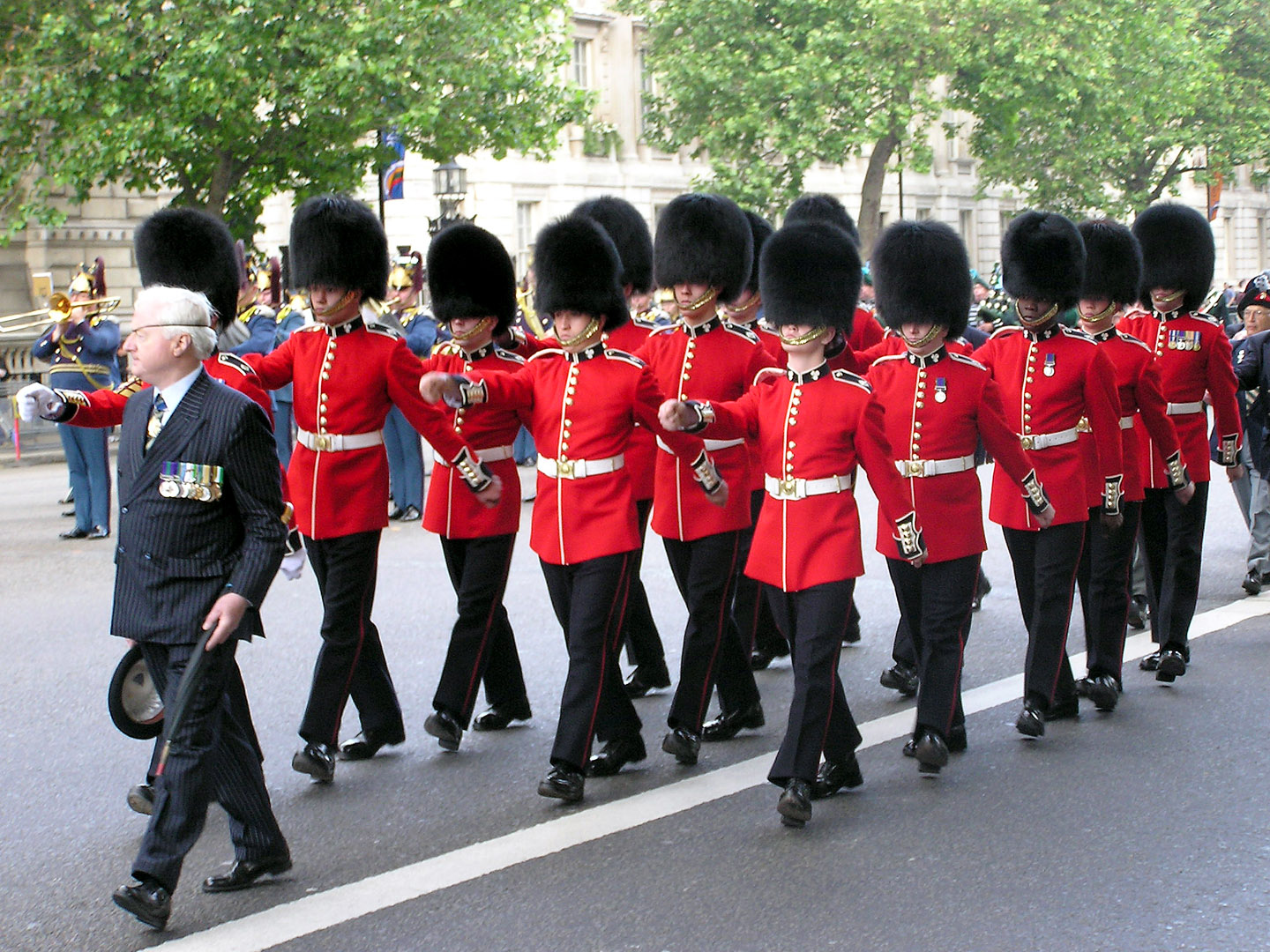
Die Bärenfellmützen, die von mehreren Regimentern der Britischen Armee getragen werden, stammen von kanadischen Schwarzbären

Amerikanische Schwarzbären wurden und werden vom Menschen aus verschiedensten Gründen gejagt. Dazu zählen die Angst vor gerissenen Weidetieren und zerstörten Agrarflächen und Bienenstöcken, der Bedarf an Fell und Fleisch sowie die Sportjagd. Untersuchungen haben gezeigt, dass der Schaden bei Weidetieren vernachlässigbar ist, dass sie aber auf landwirtschaftlich genutzten Feldern durchaus Schäden anrichten können. Die Sportjagd ist weit verbreitet, nach einer Schätzung aus dem Jahr 1995 werden jedes Jahr rund 40.000 Tiere erlegt. Die Verwendung des Bärenfells und des Fleisches ist heute weitgehend zurückgegangen; bei den Indianern war dies der wichtigste Grund für die Bejagung. Die Bärenfellmützen, die zur Paradeuniform verschiedener britischer Regimenter gehören, werden aber bis heute aus dem Fell kanadischer Schwarzbären hergestellt.
Ein relativ neuer Aspekt der Bejagung ist der Export der Gallenflüssigkeit in ostasiatische Länder, wo dieser Heilwirkung zugesprochen wird. In der Regel werden dort Asiatische Schwarzbären zu diesem Zweck erlegt oder sogar gehalten, durch den dadurch verbundenen Populationsrückgang wird aber immer mehr auf nordamerikanische Tiere zurückgegriffen. So sind die Vereinigten Staaten der zweitgrößte Exporteur von Bärengallenflüssigkeit nach Südkorea, auch China, Japan und die asiatischen Bevölkerungsgruppen in Nordamerika selbst werden beliefert.
Zum ersten Mal in den USA wurde 2016 in Florida durch die erfolgreichen Proteste des Tierschützers Adam Sugalski die Jagd auf Schwarzbären für drei Jahre abgesagt. Etwa 600 Bären wurden jährlich in Florida durch Hobbyjäger erlegt, was bei der Bevölkerung Widerwillen auslöste, da viele Jäger oft sehr unprofessionell vorgingen und unter anderem auch wahllos säugende Bärinnen sowie deren Junge erlegten. Sugalskis Bestreben liegt darin, die Bevölkerung in Gebieten mit Schwarzbärpopulationen besser im Umgang mit den Tieren zu unterrichten.

### Tötungen von Menschen durch Amerikanische Schwarzbären
Angriffe von Schwarzbären auf Menschen sind selten. Der auf Bären spezialisierte Verhaltensforscher Stephen Herrero nennt für den Zeitraum von 1960 bis 1980 500 Vorfälle, bei denen Menschen durch Schwarzbären verletzt wurden. In der Regel laufen die Zusammenstöße mit Schwarzbären vergleichsweise harmlos ab. Zwischen 1900 und 1980 wurden 23 Vorfälle registriert, bei denen Menschen ums Leben kamen. Die Anzahl von Menschen, die in diesem Zeitraum durch Grizzlys getötet wurden, war etwa doppelt so hoch, obwohl Schwarzbären etwa zehnmal so häufig wie Grizzlys vorkommen. Bei 18 der 20 von Stephen Herrero näher untersuchten Todesfälle durch Schwarzbären spielte es allerdings eine Rolle, dass der Schwarzbär den Menschen als Beute ansah. Insbesondere Kinder können ins Beuteschema fallen; in immerhin zwei der tödlich ausgegangenen Vorfälle weckten spielende und herumlaufende Kinder den Beuteinstinkt des Bären.
Nur einer der nachweislich den Schwarzbären zugeschriebenen Todesfälle geschah in einem Nationalpark. Dagegen ereignete sich hier der Großteil der zwischen 1960 und 1980 registrierten Konfrontationen, bei denen Menschen verletzt wurden. Allein im Great Smoky National Park wurden in einem Zeitraum von zwölf Jahren 107 Menschen verletzt. Die meisten Zwischenfälle gab es beim Versuch, Schwarzbären zu füttern. In drei Fällen versuchten Besucher sogar, die Schwarzbären zu streicheln. Amerikanische Schwarzbären verhalten sich grundsätzlich weniger aggressiv als Grizzlys und tolerieren ein menschliches Verhalten, das bei Grizzlybären mit hoher Wahrscheinlichkeit bereits zu einem Angriff führen würde. Besucher unterschätzen jedoch regelmäßig sowohl die Körperkraft als auch das für einen Menschen unberechenbare Verhalten. In amerikanischen Nationalparks sind einige Schwarzbären zu einem Problem geworden. Ihr ausgeprägter Geruchssinn führt sie auf ihrer Nahrungssuche an die Zelte und Autos der Besucher, die sie dann oft in falsch verstandener Tierliebe füttern. Dies hat dazu geführt, dass manche Bären eine Abhängigkeit von solchen Fütterungen entwickelt haben. Derart an Menschen gewöhnte Bären werden aus Sicherheitsgründen oft getötet.

### Amerikanischer Schwarzbär und der Teddybär
Der bei Kindern beliebte Teddybär wurde nach dem einstigen US-amerikanischen Präsidenten Theodore „Teddy“ Roosevelt benannt, der sich bei der Jagd geweigert haben soll, ein Schwarzbärbaby zu erschießen. Über den genauen Hergang der Namensgebung ranken sich allerdings verschiedene Geschichten.

## Unterarten

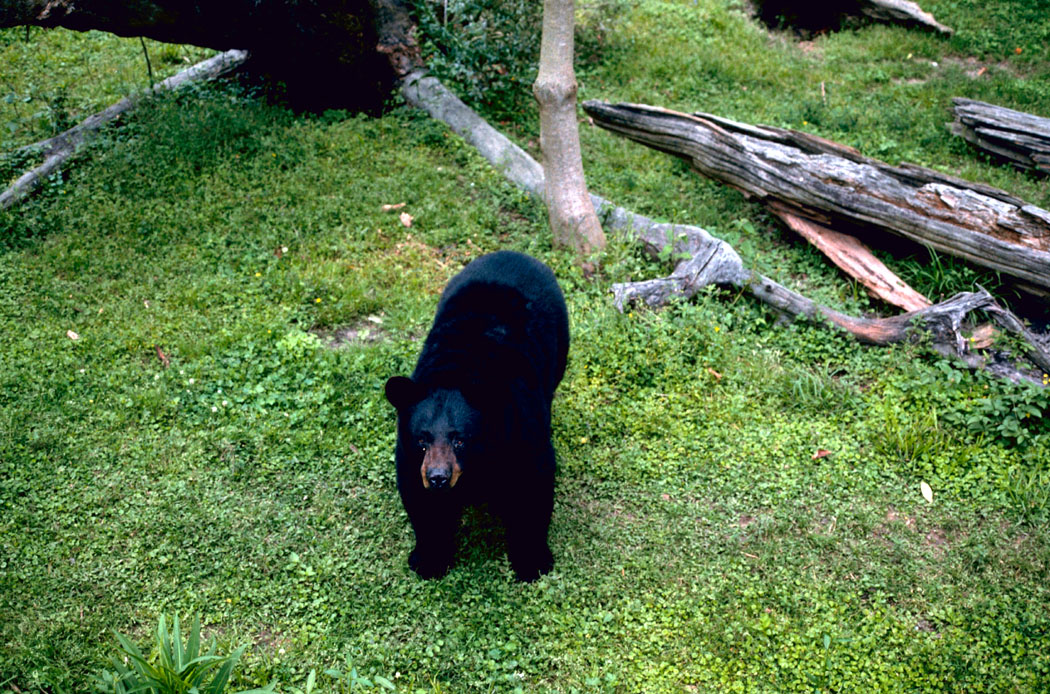
Der Louisiana-Schwarzbär zählt zu den bedrohten Unterarten

Derzeit sind folgende Unterarten mit dem angegebenen Vorkommensgebiet anerkannt:
- U. a. altifrontalis ist von der Pazifikküste British Columbias bis nach Nordkalifornien und im Inland von der Nordgrenze British-Columbias bis nach Idaho verbreitet.
- U. a. amblyceps lebt in Colorado, New Mexico, West-Texas und der östlichen Hälfte Arizonas bis in den Norden Mexikos sowie in Südost-Utah.
- U. a. americanus ist die am weitesten verbreitete Unterart. Sie ist von Ost-Montana bis an die Atlantikküste und von Alaska südlich und östlich durch Kanada, bis zum Atlantik und nach Texas verbreitet.
- U. a. californiensis bewohnt das Central Valley Kaliforniens, nach Norden reicht sein Verbreitungsgebiet bis nach Süd-Oregon.
- U. a. carlottae lebt auf Haida Gwaii und in Alaska.
- U. a. cinnamomum ist in Idaho, West-Montana, Wyoming, Ost-Washington, Oregon und Nordost-Utah beheimatet.
- U. a. emmonsii lebt im südöstlichen Alaska, engl. Glacier bear, bisweilen auch dt. "Blaubär"[14]
- U. a. eremicus bewohnt den Nordosten Mexikos.
- U. a. floridanus lebt in Florida, im südöstlichen Georgia und im südlichen Alabama. Durch den zunehmenden Verlust des Lebensraums ist die Art bedroht, die Gesamtpopulation wird auf 500 bis 1000 Tiere geschätzt.
- U. a. hamiltoni bewohnt die Insel Neufundland.
- U. a. kermodei, der Kermodebär oder Geisterbär, der durch sein oft weißes Fell charakterisiert ist, lebt in der mittleren Küstenregion British-Columbias.
- Der Louisiana-Schwarzbär (U. a. luteolus) ist im östlichen Texas, in Louisiana und im südlichen Mississippi beheimatet. Die Unterart wurde 1992 vom  U.S. Fish and Wildlife Service auf die Liste der bedrohten Tiere gesetzt und steht somit unter völligem Schutz.
- U. a. machetes lebt im nördlichen und mittleren Mexiko.
- U. a. perniger bewohnt die Kenai-Halbinsel in Alaska.
- U. a. pugnax ist auf dem Alexander-Archipel endemisch.
- U. a. vancouveri lebt auf der zu British-Columbia gehörenden Vancouver Island.